# لقلقي رباعي الزوايا

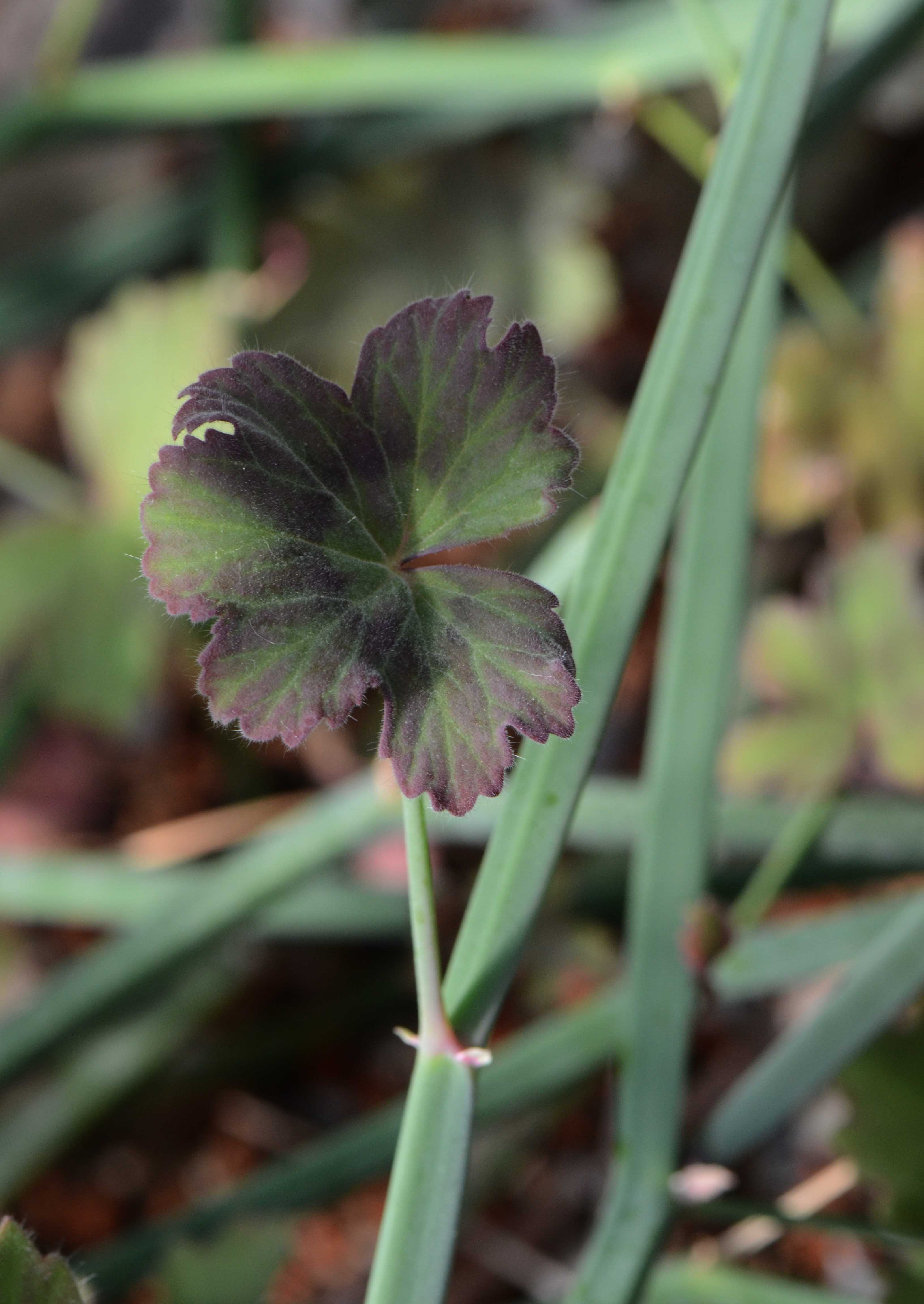

لقلقي رباعي الزوايا (الاسم العلمي:Pelargonium tetragonum) هو نوع من النباتات يتبع جنس اللقلقي من الفصيلة الغرنوقية.